# ジープニー

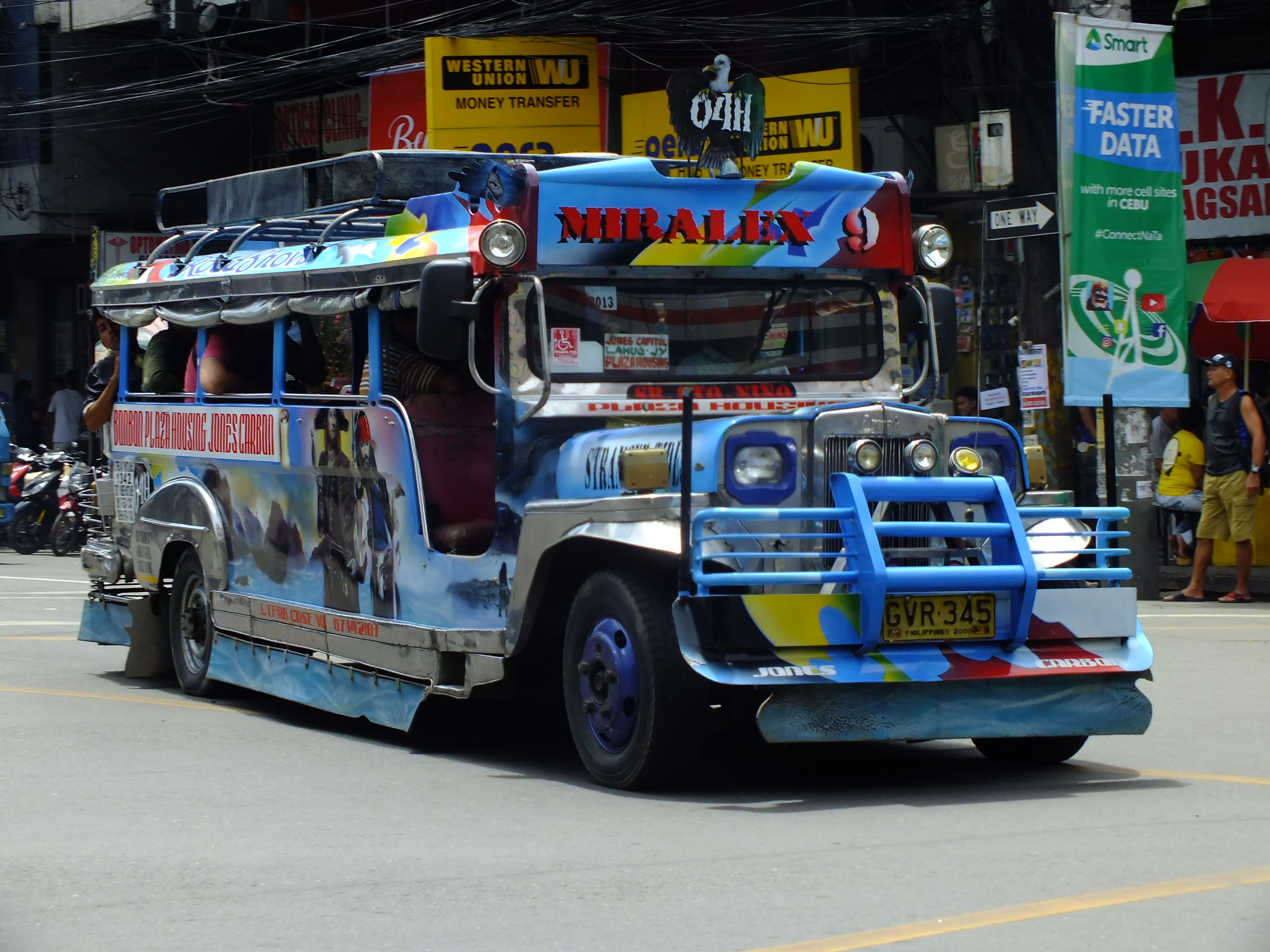
大型のジープニー

ジープニー（jeepney）またはジプニーとは、フィリピンの全土でみられる乗合タクシーである。現地では単に「ジープ」と呼ばれる。マルチ・キャブと呼ばれることもあり、少し大きめのトヨタ・ダイナ級のシャシから派生したハイウェイ・ジープニーという区分もある。車体形状は様々あり、キャブ・オーバー・ジ・エンジン（COE）のものも大小存在し、エンジンメンテナンスのためのキャブ前傾機構（ティルト）が残されているものもある。

## 車両概要

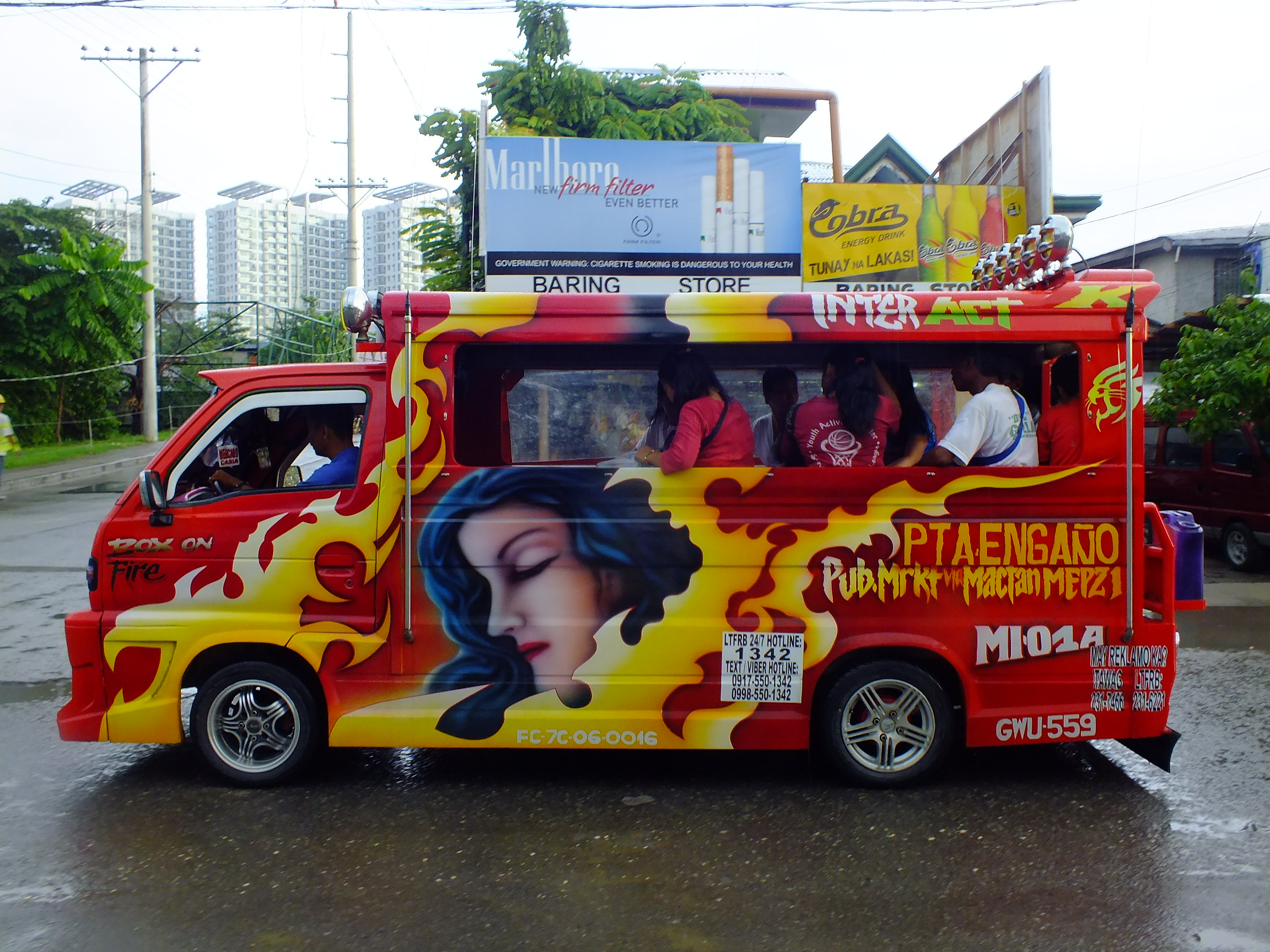
鮮やかな絵柄が描かれることが多い（マクタン島中心部）。

フィリピンのジープニーは、多くが小型貨物自動車を改造して製作されることが特徴である。もともとは第二次世界大戦後、フィリピン駐留アメリカ軍払い下げのジープを乗合用途に転用すべく改造したのが始まりだったことから、 Jeep と北米で乗合タクシーを意味する アメリカ英語: jitney との合成語として jeepney と呼ばれるようになった。

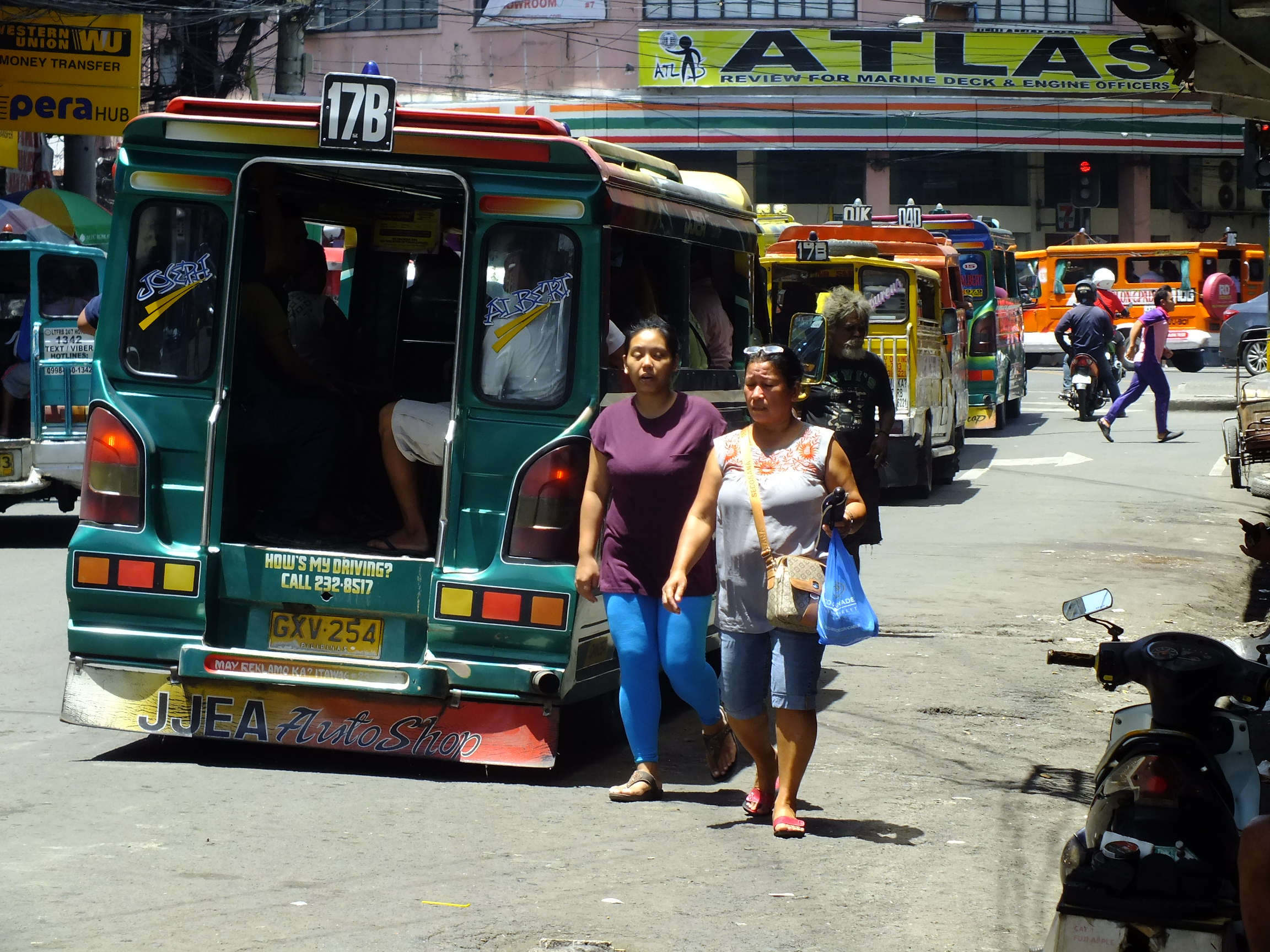
運賃の安いジープニーはどこでも庶民の足（セブ）。

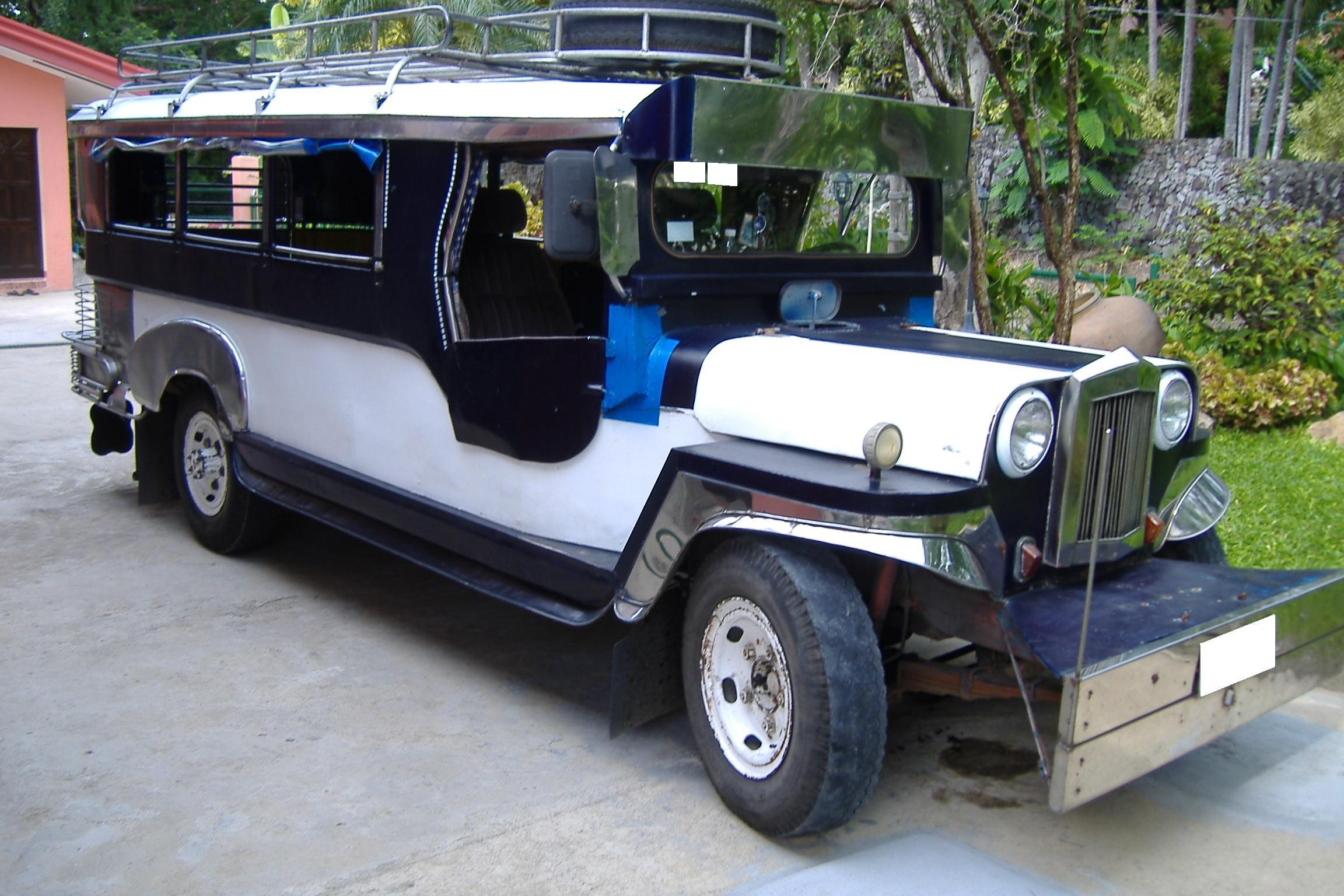
典型的な自家用ジープニー

現在は主に日本製の2 - 4トントラック用エンジンおよびシャシを利用し、フィリピン製のステンレスボディ、各種各サイズの中古部品を利用して作成される。乾燥単板クラッチのマニュアルトランスミッション車が100 %を占めている。また、車両のオーナーは各車ごとに独自の派手な塗装やカーアクセサリーで外装のデコレーションを競っており、これらの特徴のため1台として同じ車両はないと言っても過言ではない。
ジープニーはその出自ゆえに多くがボンネット型の車体であったが、近年はピックアップトラックが改造種車に選ばれることが多い。フロントグリルは現在もジープスタイルに類するものが好まれている。客室面積を確保するため、ホイールベースは概して長い。客室は、トラックの普通荷台の左右にベンチシートを向かい合わせに設置し、運転席の屋根から一続きに車体後端まで延ばした背の低い屋根が架けられる。鋼板張りの平らな屋根にはしばしば乗客の大量の荷物が積載される。側窓の有無は車両によるが、設けられないことが多い。旅客は後部妻面の開口部から乗降するが、ここにもドアはない。16人乗りのものが多いが、大型のものでは30人乗りクラスのもの、小型のものでは軽貨物自動車を改造した10人乗りタイプもある。乗客があふれるような場合は後部にぶら下がる客が出たり、屋根に乗り込んだりすることもある。
この車体形状に対するフィリピン人の思い入れは深く、普通乗用車のシャシにボディを乗せた自家用ジープニーも大量に存在する。この様なタイプを特に owner-type jeepney という。
窓や乗降口は開放型で雨天時はビニールカーテンを垂らすことで対応している。熱帯のフィリピンにあっても空調設備が装備されていないジープニーがほとんどだが、都市部では窓や乗降口が密閉化されたエアコン付きのジープニーある。これとは別にエアコン付きの乗り合いタクシー（FX）も存在する。

## メトロ・マニラにおける運行形態

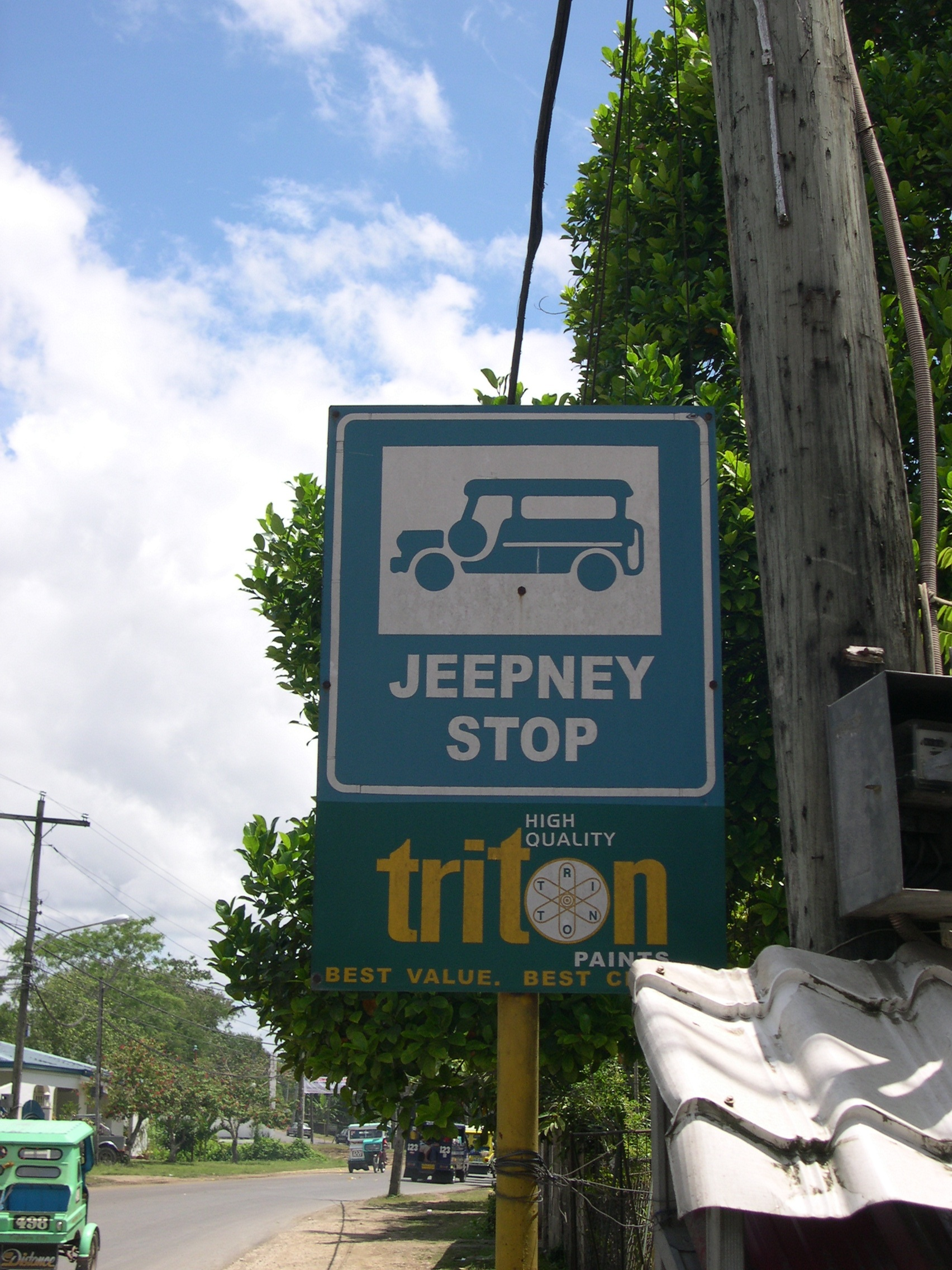
停留所

メトロ・マニラにおいては幹線を路線バスが受け持ち、ジープニーはその他のルートを受け持つ形を取っているが、地方においては100 kmを越えるようなジープニー路線も存在している。
日本でのタクシーの概念とは異なり、各ジープニーは決まったルート（路線）を往復し、車体にそのルートの出発地・主な経由地・終点が掲示されている。バス停に当たるような停留所もあるが、デマンドバスやコミュニティーバスのように、それ以外の場所でも自由に乗り降りできる。また、かなり細い道にまで網の目のように走っており、営業時間内であれば、何回かの乗り継ぎでほとんどの場所に行くことができる極めて便利な交通機関である。公式な路線図は存在しないが、日本の独立行政法人国際協力機構 (JICA) が政府開発援助 (ODA) で作成したマカティ市の路線図が存在する。
時刻表はなく、始発地においてある程度乗客が集まり次第発車する。走行中も、天井を叩いて運転手に知らせれば希望の場所で降車することができる。

## 運賃

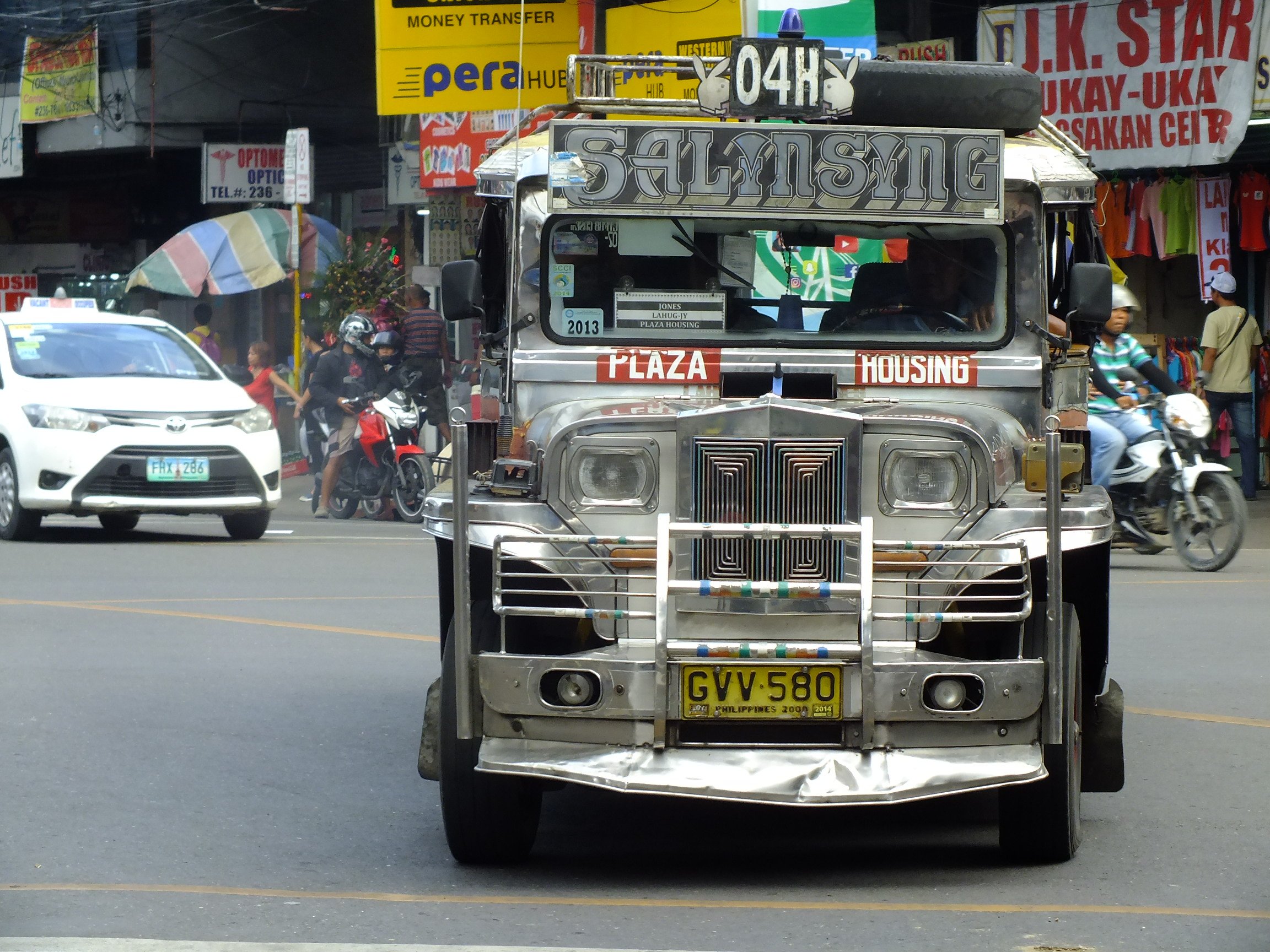
派手なデコレーションと塗色が特徴だが、1台として同じものはない。

初乗りは9ペソ（2019年1月現在）。運賃は運転手に直接支払うが、満席等で直接手が届かないときは運転席寄りの乗客にお金を渡し、手から手へと運転手までリレーされる。釣りがある場合には逆のルートできちんと返ってくる。

## 雇用形態
ほとんどのジープニーには運転手とは別に車両のオーナーがいる。運転手はオーナーに決まった車両借用料を支払い、客から受け取った運賃は自分の取り分となる。

## 弊害

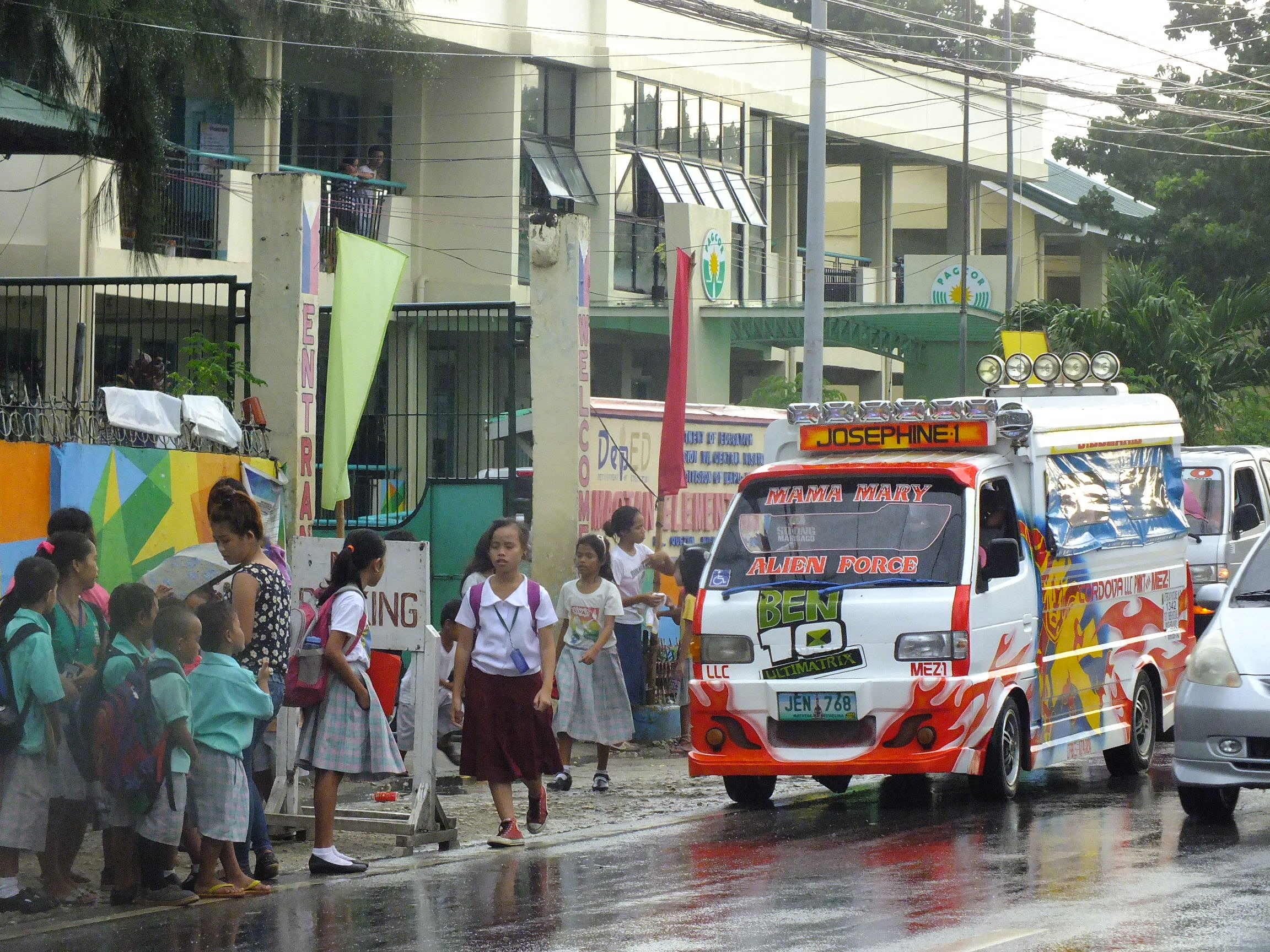
マクタン島によくみられる小型ジープニー（小学校前にて）。ベースはスズキ・キャリイ。

台数が多いため排気ガスによる大気汚染の原因になっている。とりわけ、1990年代後期に日本で定置場所規制（NOx規制）の対象となった小型ディーゼル車は、それ以前のNOx排出軽減策のために黒煙は野放し状態にあった。これらが大量にフィリピンに輸出されたことが、現地排ガス公害の主因である。2000年代に入り、メトロ・マニラでは排気ガスの出ない電動ジープニーの試験運行が開始されたという。
整備状態はきわめて悪く、ホイール・ナットが欠落した車両、折り返しごとに冷却水を補充しなければならない車両、シンクロ機構が摩滅してしまった車両などなど、公的な安全支援策は皆無である。ラジエーターホースの破裂と交換程度は、運転手が路上で修理をするのが普通であり、完全に滑ってしまったクラッチの路上交換もしばしば見受けられる。衝突安全性は考慮されていないため、2023年には公営バスと衝突して乗客20人が死亡する事故も発生している。
また、運転手が少しでも稼ぎを増やそうとするために客の争奪戦になりやすく、運転マナーは決して良くない。車線を無視した走行・無理な割り込み・道路の中央で停車するなどの行為が多く見られ、渋滞や事故の原因となっている。
何らかの規制を加えようという動きもあるが、ジープニーに関わる就業人口が多いため容易ではないようである。
2017年、フィリピン政府は旧型車両の廃止などを盛り込んだジープニー近代化計画を策定したが、その完了時期が迫った2023年3月には抵抗する運転手たちが1週間に及ぶストライキを画策した。事態を重く見たボンボン・マルコス大統領はただちに「我々がすることはジープニーの安全を確保し通勤する人々を危機的状況に置かないと約束することだ」と語り、計画の見直しを表明してストライキの早期収束に至った。

## フィリピン国外でのジープニー
日本では、大阪府吹田市の国立民族学博物館の東南アジアコーナーに常設展示されている。また、福岡市東区の貝塚公園や愛知県犬山市のリトルワールドにも保存展示されている。

## ギャラリー

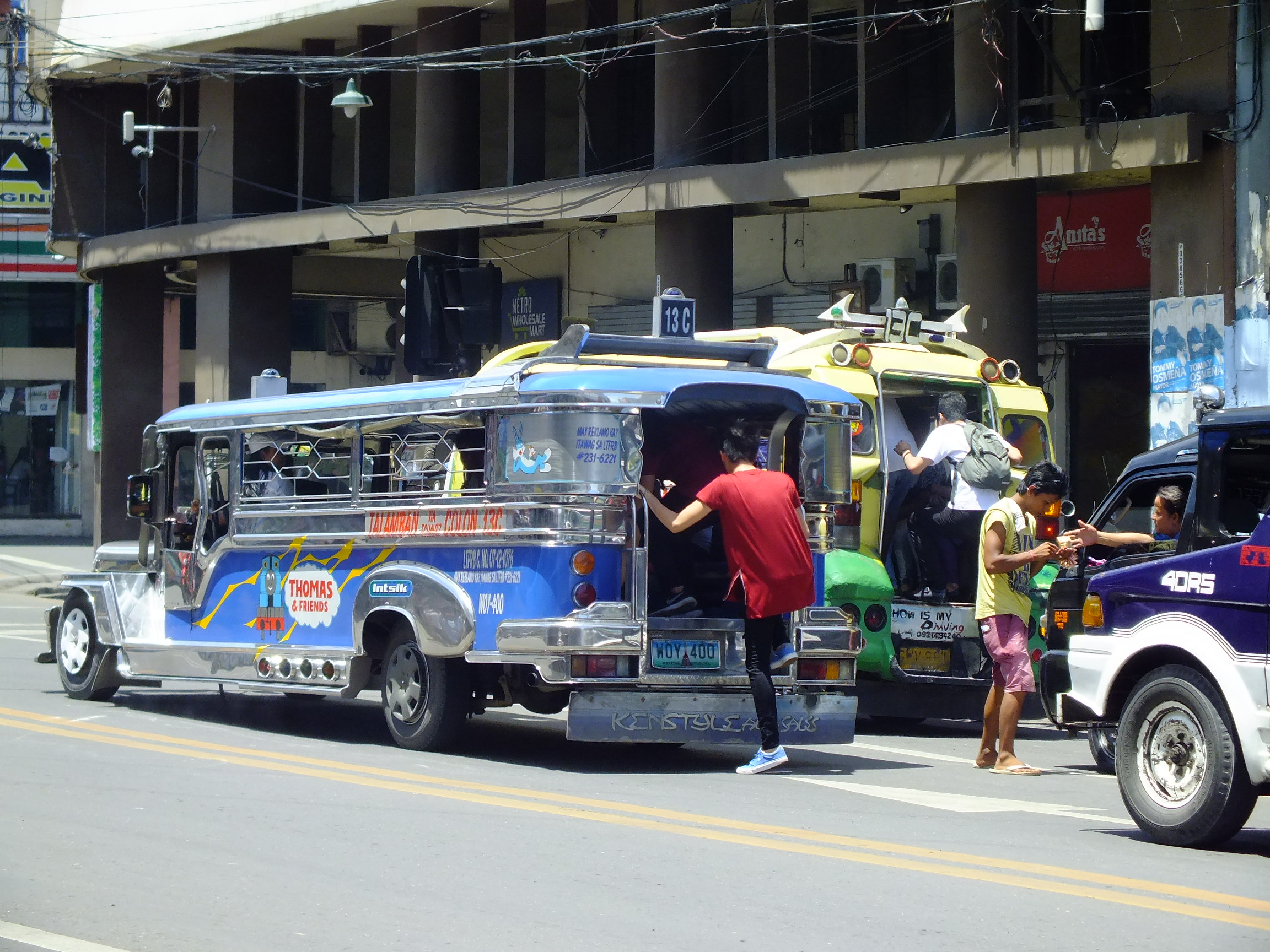
乗り降りは後部から行う車両が多い。
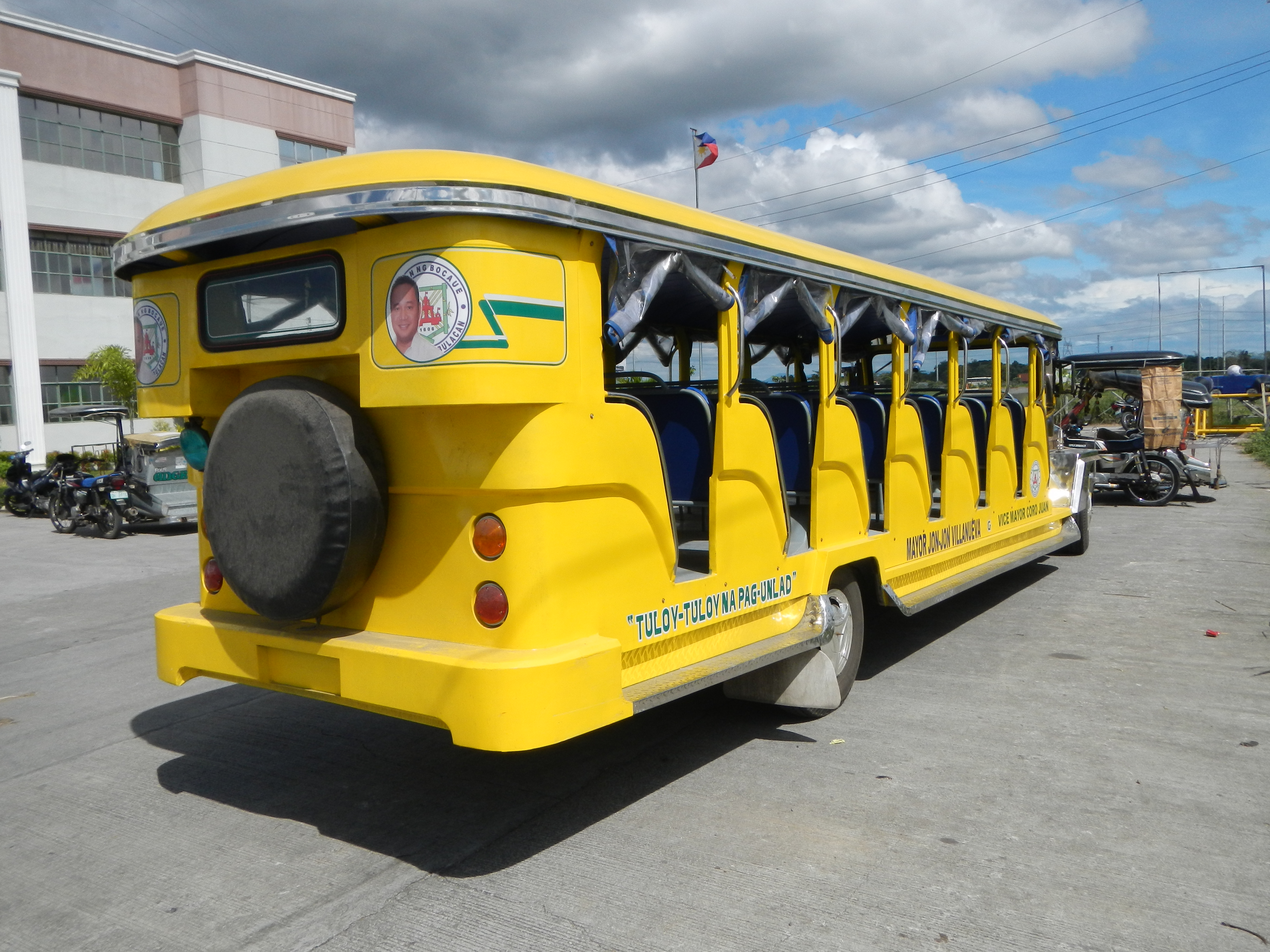
大型ジープニー。
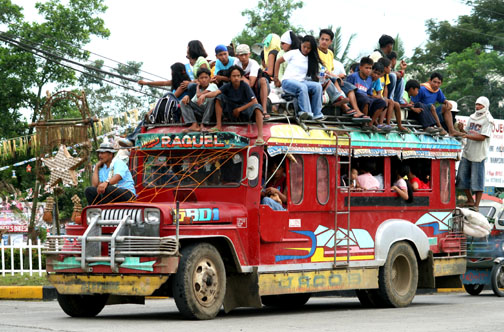
屋根の上まで乗客を満載したジープニー。
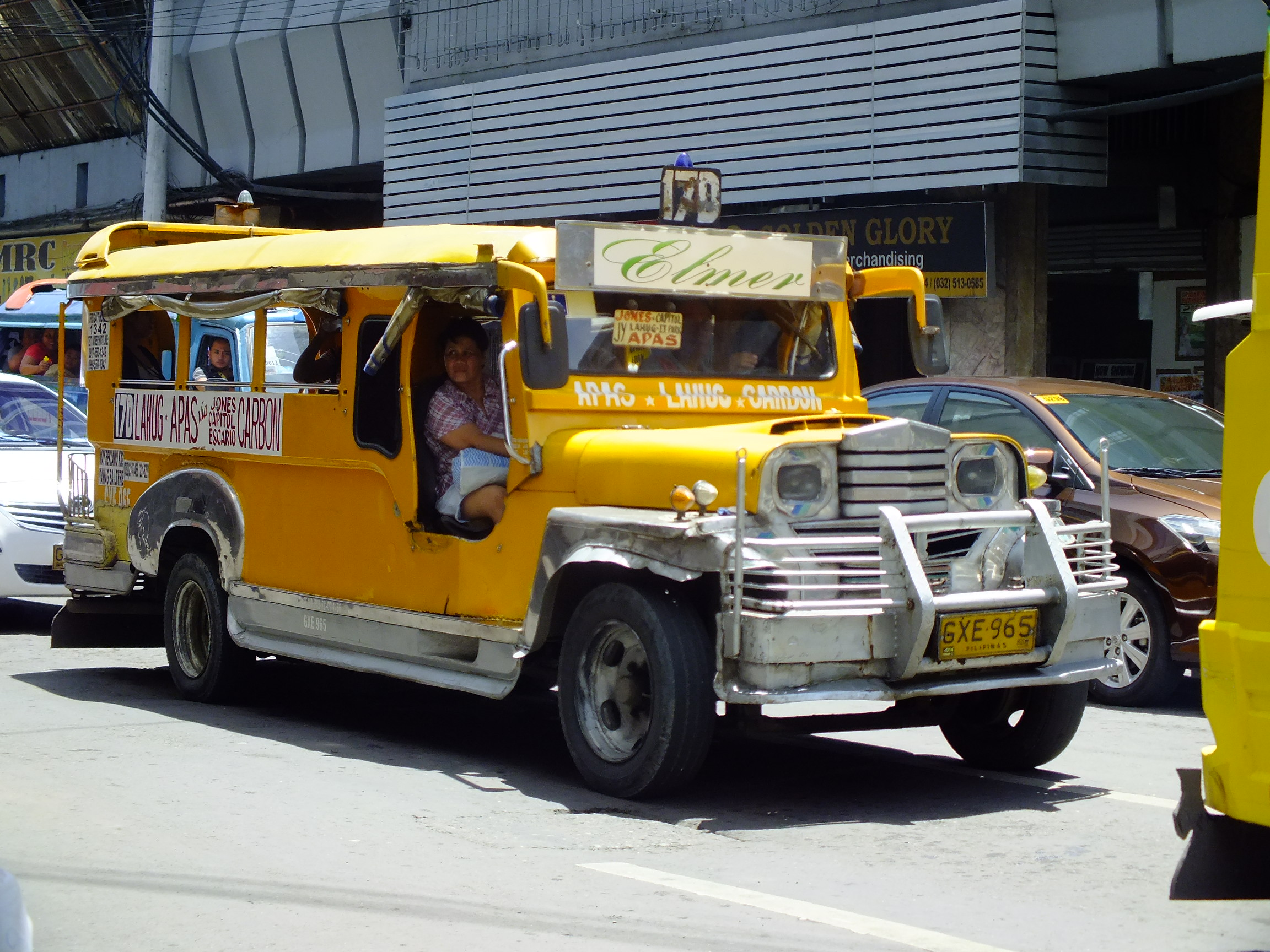
ジープタイプ。
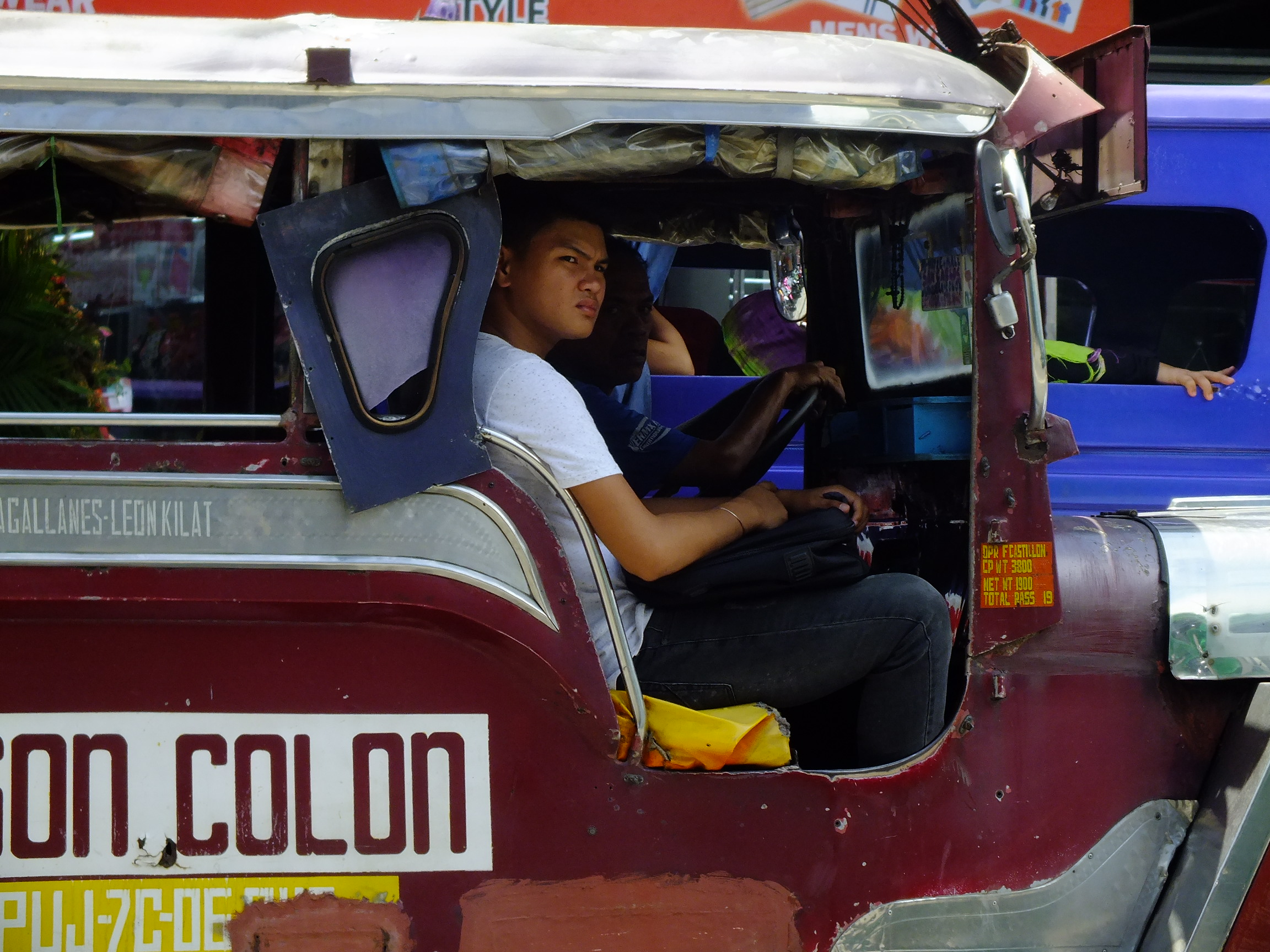
助手席部分を見る。
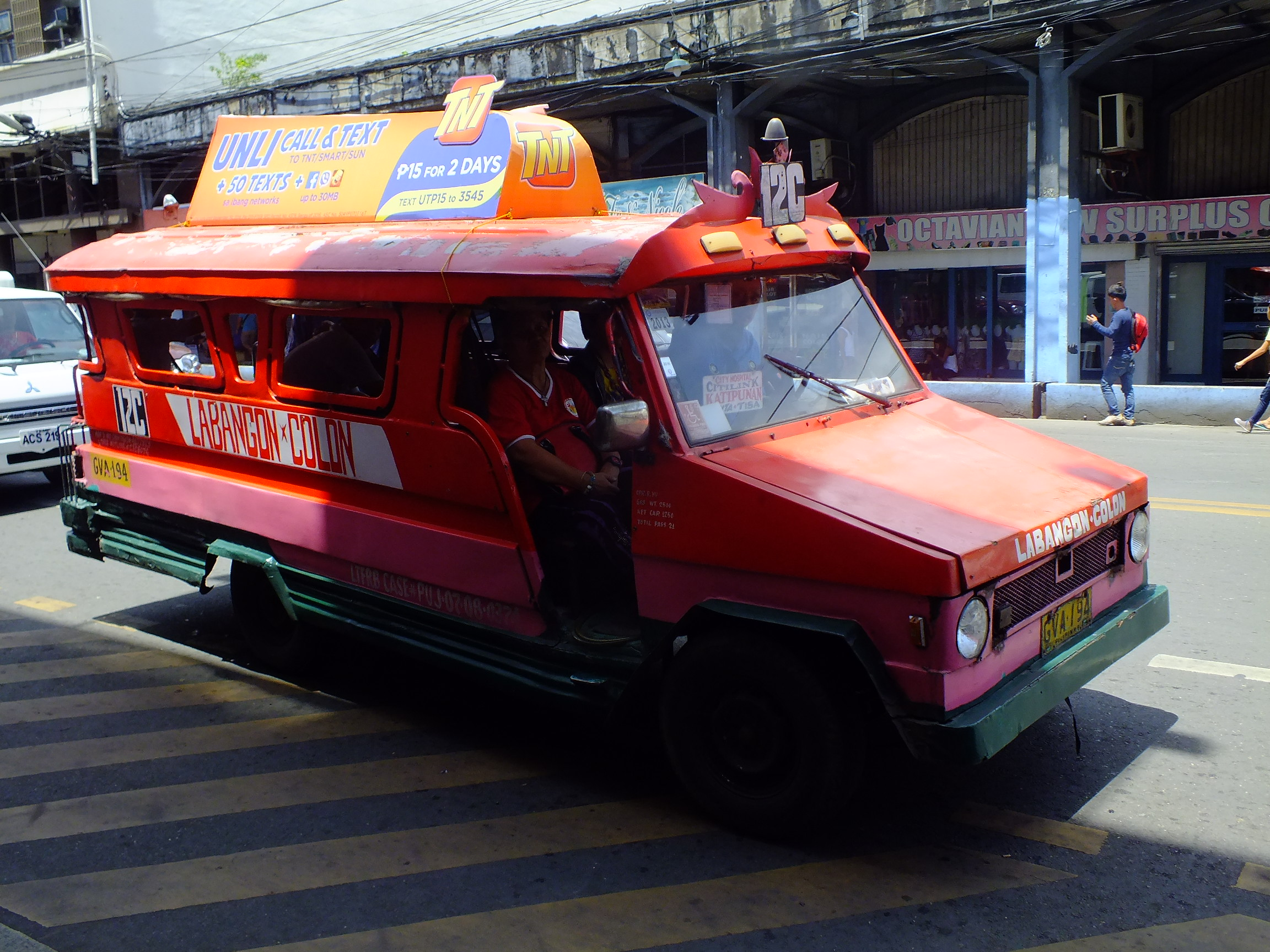
屋根上に広告看板を搭載したジープニー。
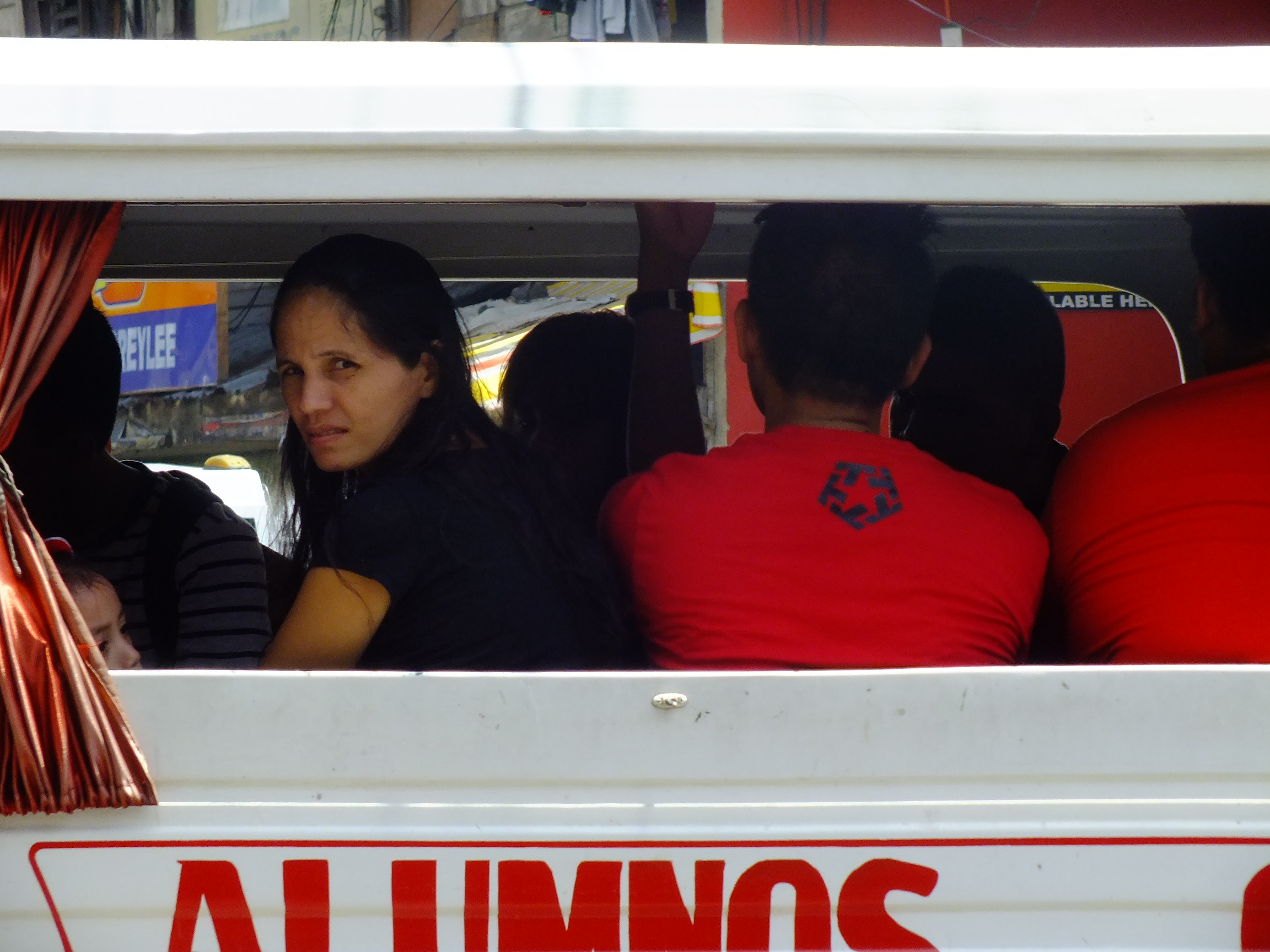
乗客は一般的には長椅子に向かい合って座る。
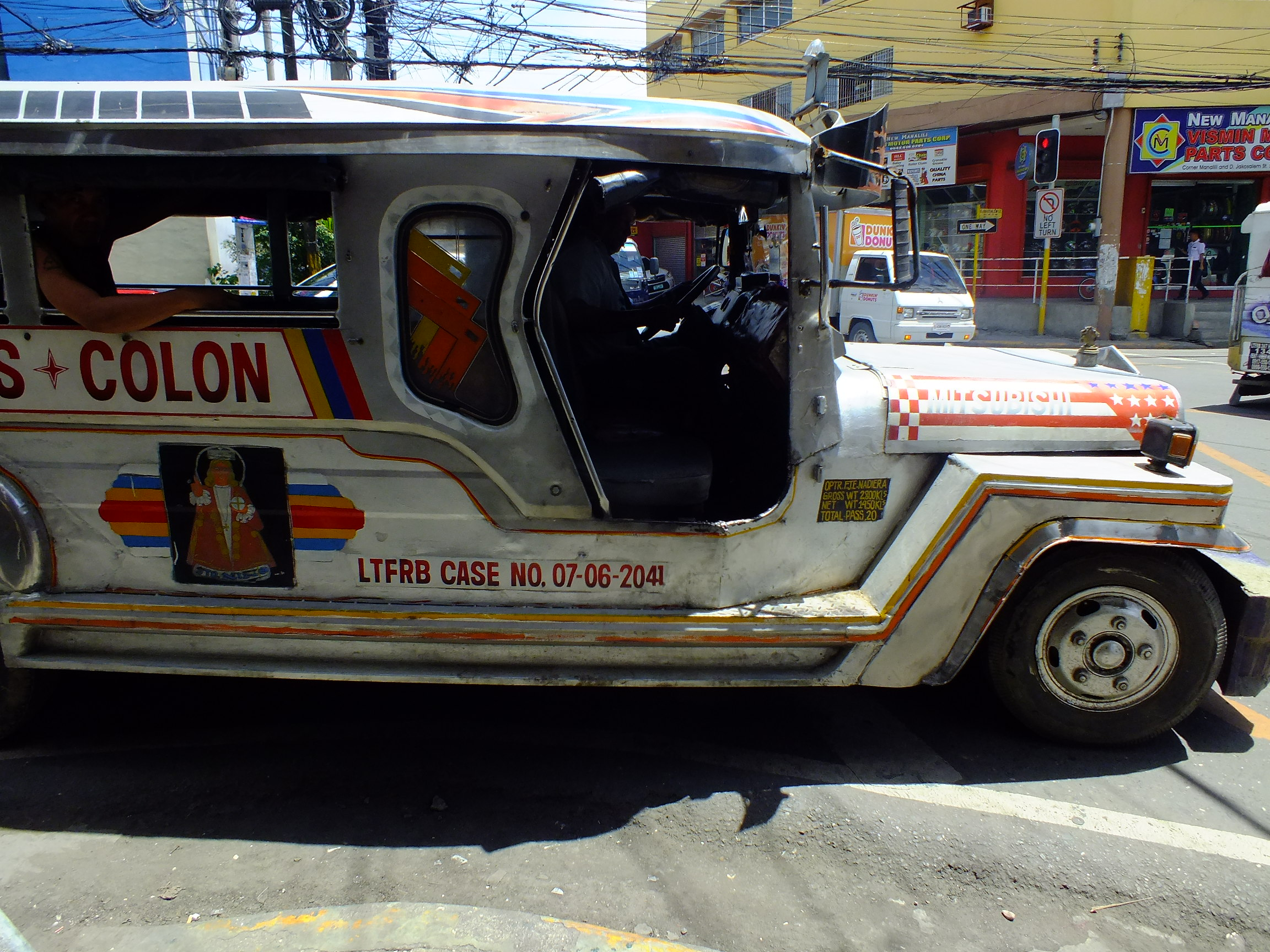
古く使い込まれた車両も多い。
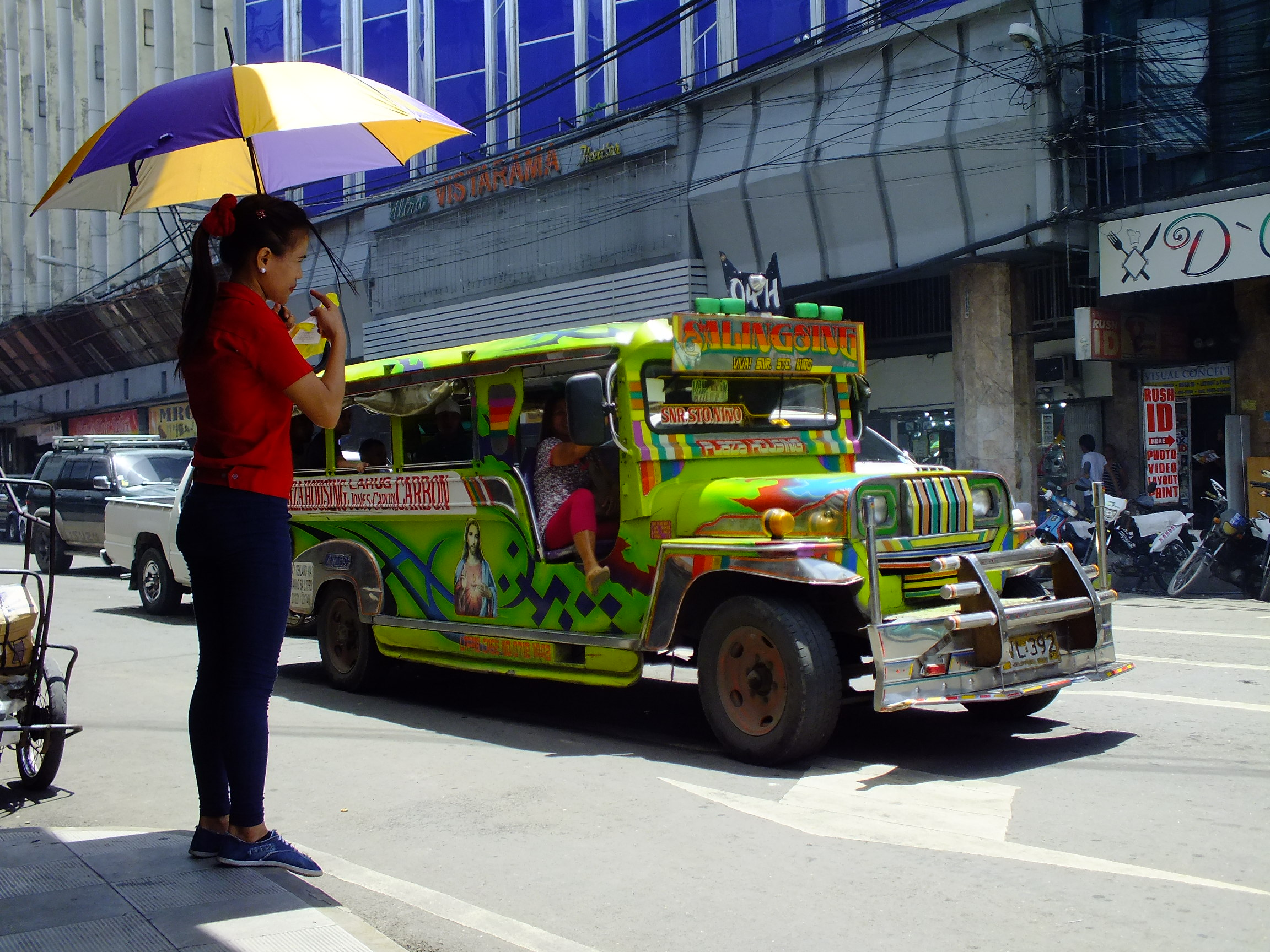
グリーン系の塗色の車両。
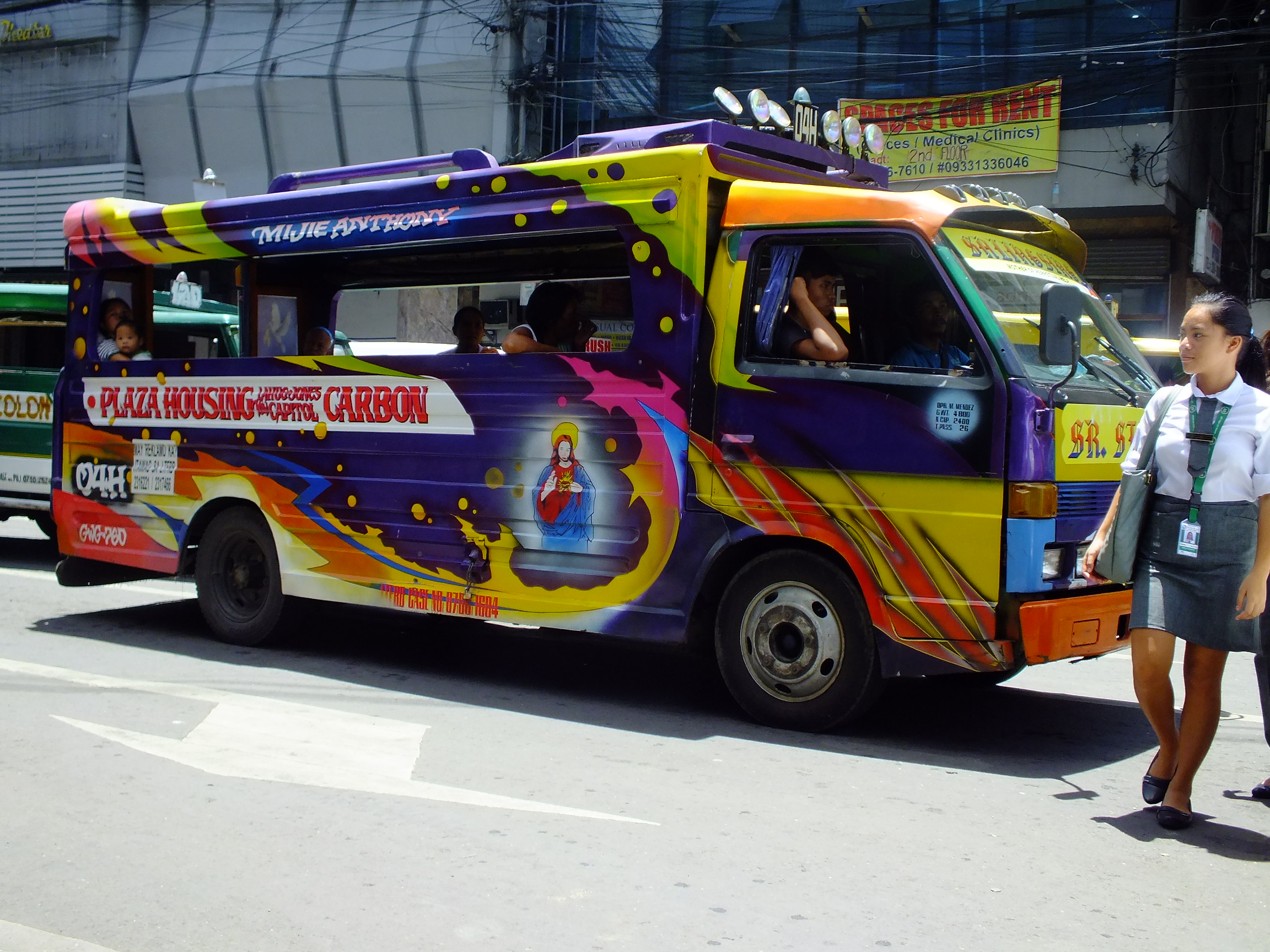
紫色ベースの塗色の車両。
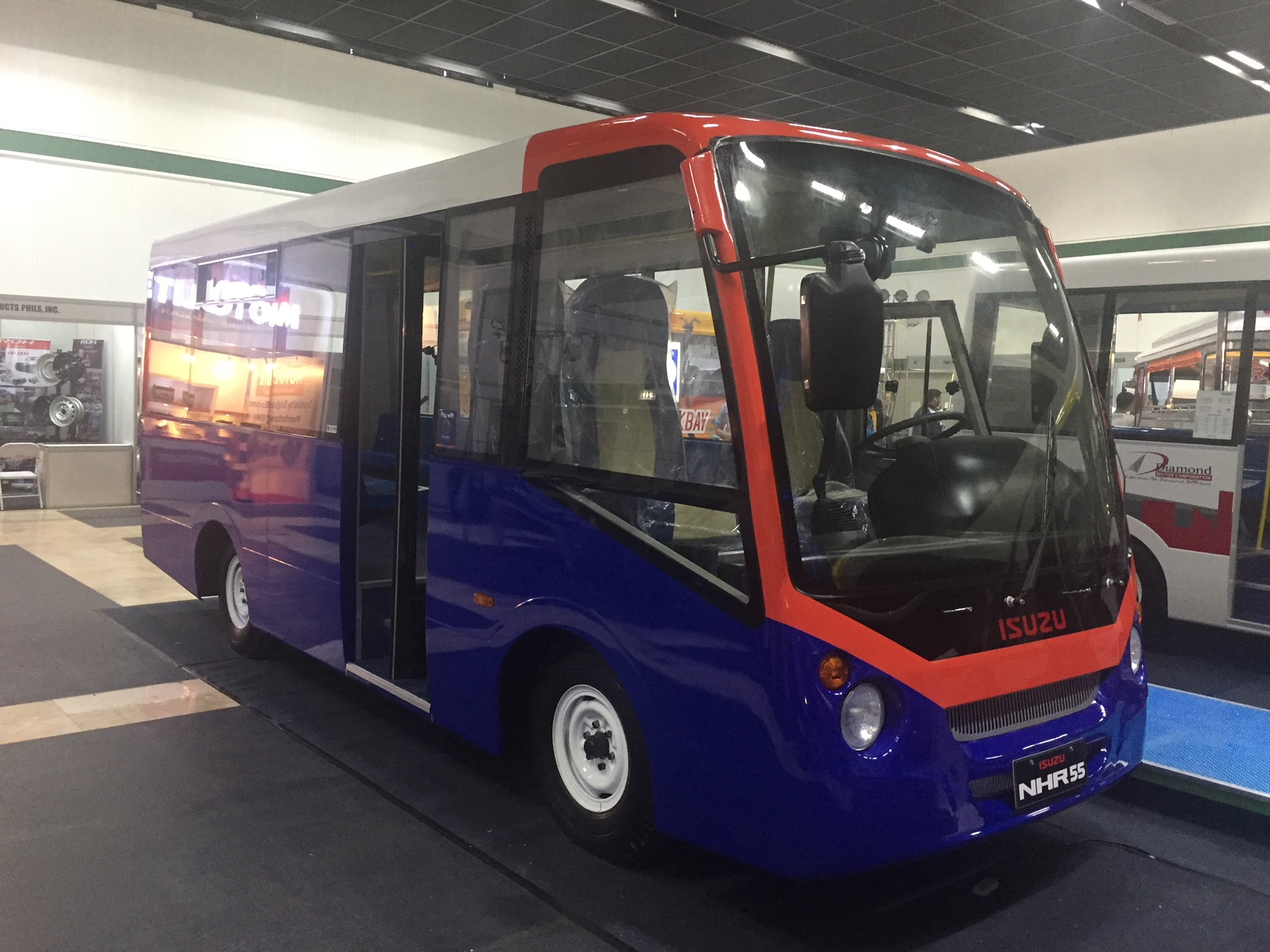
ジープニーの近代化に伴いバス型のものも登場している。